# Sainte-Pétronille
Pour les articles homonymes, voir Pétronille.
Sainte-Pétronille est une municipalité de village de l'Île-d'Orléans dans la Capitale-Nationale, au Québec (Canada). Elle fait partie du réseau des plus beaux villages du Québec.

## Toponymie
Le nom de Pétronille, martyre romaine du Ier siècle, a été retenu parce que la légende en avait fait la fille réelle ou spirituelle de saint Pierre, sous le patronage duquel la paroisse mère avait été placée.

## Histoire

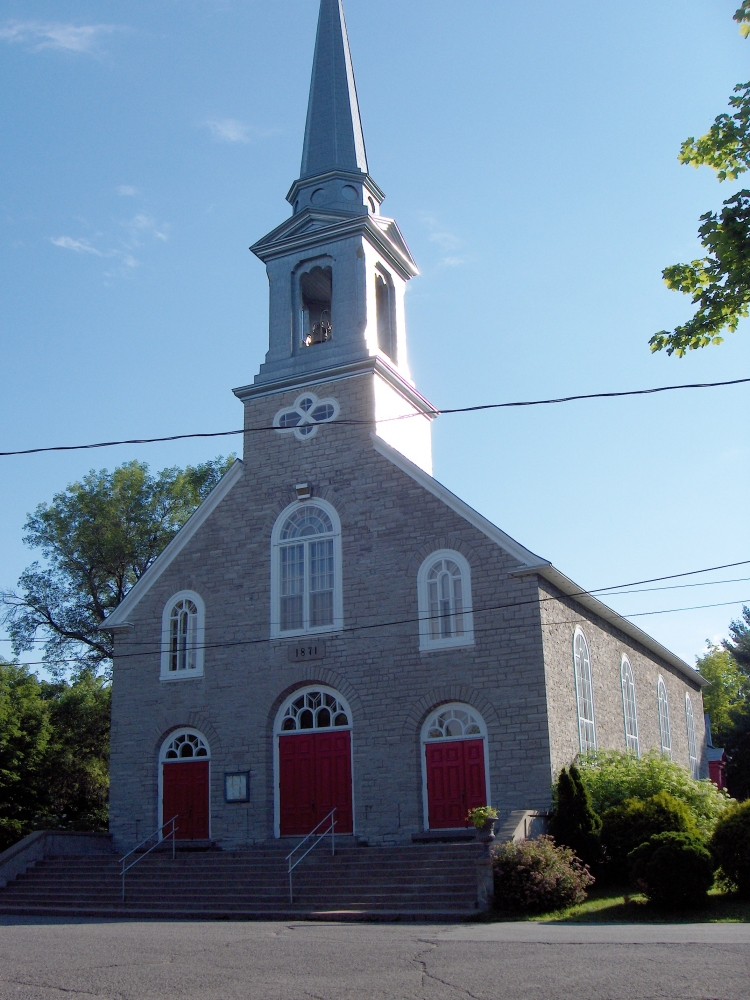
L'église de Sainte-Pétronille.

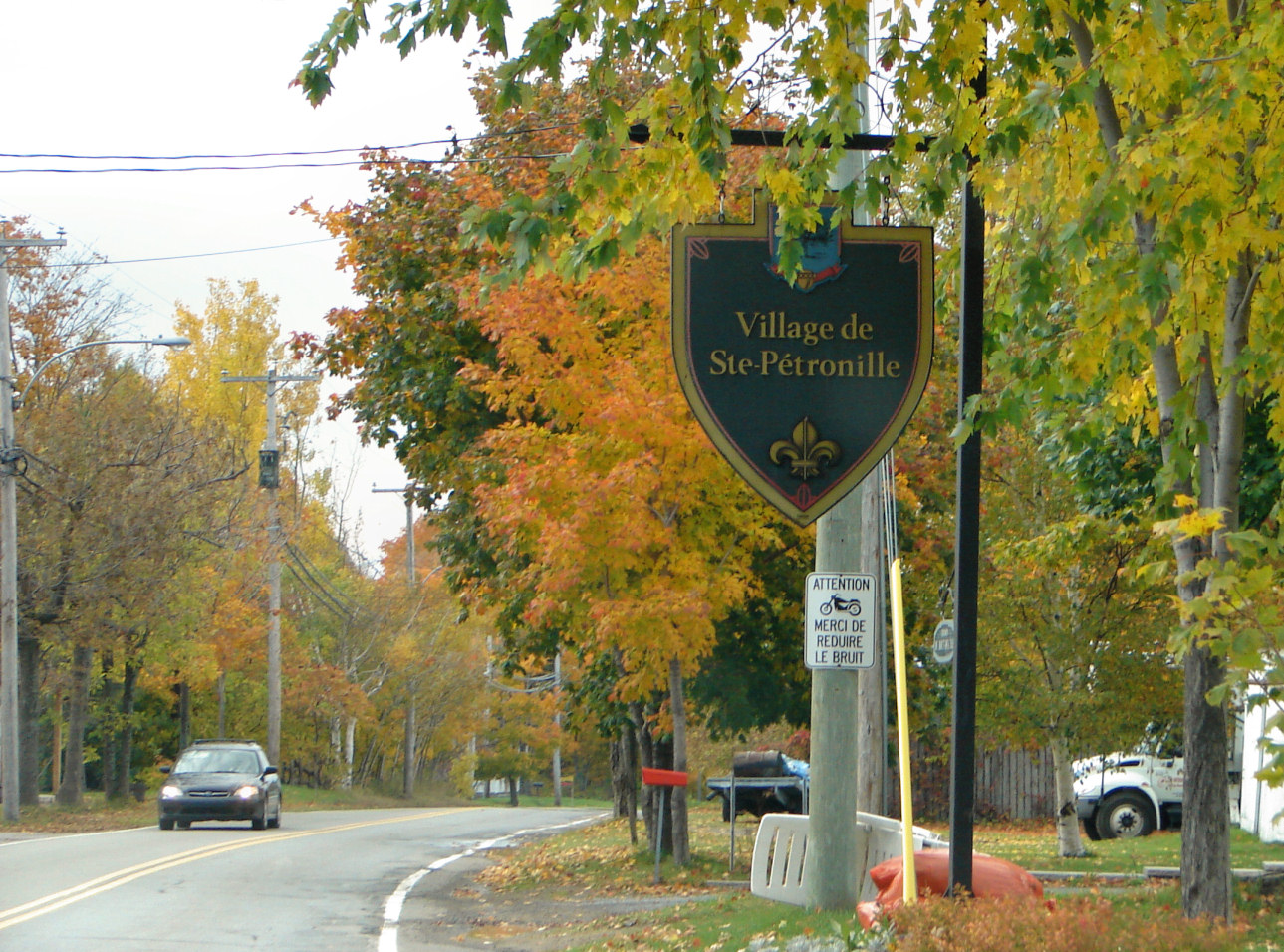
Le chemin du Bout de l'Île.

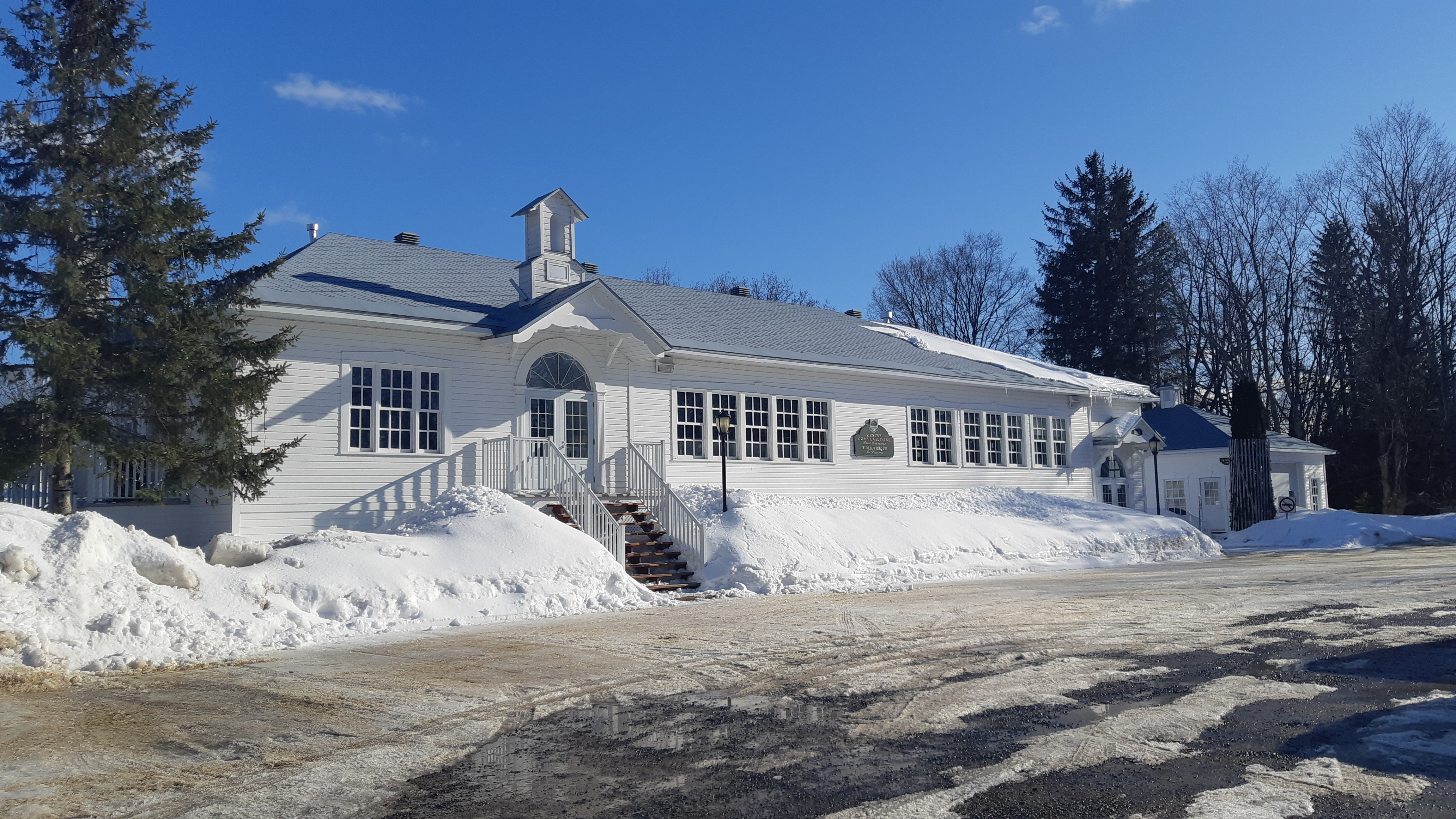
Le centre communautaire Raoul Dandurand à Sainte-Pétronille.

La municipalité fait partie de l'ancienne seigneurie de l'Île-d'Orléans concédée à Jacques Castillon par la compagnie de la Nouvelle-France, le 15 janvier 1636. Sainte-Pétronille est la plus récente des six paroisses de l'île d'Orléans. Elle n'a été érigée canoniquement qu'en 1870, sous le nom de Sainte-Pétronille de Beaulieu. Très tôt, elle a porté l'appellation officieuse de « Bout de l'Île », puisqu'elle est située à l'extrémité sud-ouest de l'île, face à la ville de Québec. Elle est voisine des paroisses de Saint-Pierre-de-l'Île-d'Orléans, dont elle fut détachée en 1870, et de la paroisse de Saint-Laurent-de-l'Île-d'Orléans. Une municipalité de village y fut créée en 1874, sous le nom de Beaulieu en l'honneur de Jacques Gourdeau de Beaulieu. Il faudra attendre en 1980 pour qu'elle adopte officiellement son nom actuel de village de Sainte-Pétronille.
Si le village de Sainte-Pétronille est relativement jeune, l'occupation du lieu remonte toutefois aux débuts de la Nouvelle-France. Il fait partie de l'ancienne seigneurie de l'Île-d'Orléans consédée à Jacques Castillon par la compagnie de la Nouvelle-France, le 15 janvier 1636. Le jésuite Chaumonot y établit, en 1651, les Hurons pourchassés par leurs ennemis Iroquois. Ces frères ennemis, de la grande famille des Iroquoiens du Saint-Laurent s'affrontèrent à maintes reprises au cours de cette période des débuts de la colonie française. Les Hurons s'installent vraisemblablement près de l'endroit où se trouve aujourd'hui le quai de Sainte-Pétronille. L'année suivante, Éléonore de Grandmaison, vivant en cet endroit depuis quelques années déjà, y épouse Jacques Gourdeau de Beaulieu qui donne son nom prédestiné au fief du Bout de l'Île. Certains de leurs descendants habitent toujours le village.
Pendant deux siècles, le territoire a été partagé entre les paroisses de Saint-Pierre, au nord, et de Saint-Laurent pour sa partie sud. On y a peu cultivé, car la terre y est moins riche que dans les autres secteurs de l'île. Le site donnant sur le havre de Québec est cependant remarquable. En 1759, le général James Wolfe comprenant l'avantage stratégique du fief de Beaulieu y établira, au lieu-dit « Mont-des-roses », l'un de ses quartiers militaires pour mener le siège de Québec qui culminera par la bataille des plaines d'Abraham qui verra la victoire de l'Angleterre sur la France et qui aura une influence déterminante sur l'issue de la Guerre de Sept Ans en Amérique du Nord.
Après la Conquête, le lieu pacifié exerce toujours son charme discret. Devenu évêque de Québec en 1784, Mgr Mariauchau d'Esgly conserve la cure de Saint-Pierre de l'île et revient souvent rendre visite aux ouailles qui habitent le haut de sa paroisse. Le peintre William Berczy visite la pointe en 1809 et note l'hospitalité des habitants. Plusieurs officiers britanniques amateurs de dessins ou d'aquarelles s'en inspirent pour croquer une perspective vers Montmorency, sa grande chute et son horizon de montagnes. Vers 1820, le Bout de l'Île s'anime pendant quelques années. On y ouvre un chantier maritime où l'on construit deux imposants navires : le Colombus et le Baron Renfrew.
Dès le milieu du XIXe siècle, des centaines de promeneurs du dimanche se rendent à Sainte-Pétronille en traversier. Lieu de villégiature réputé, on y construira en 1868 le tout premier club de golf en Amérique du Nord, un petit parcours de trois trous. Plusieurs bourgeois de la ville de Québec, notamment les Boswell, jadis brasseurs renommés, se font construire de très belles résidences estivales de style cottage que l'on peut encore admirer le long du Chemin Royal. Subsiste encore à cet endroit l'atelier du peintre Horatio Walker (1858-1938), mort à Sainte-Pétronille et inhumé dans la chapelle anglicane du village.

## Géographie

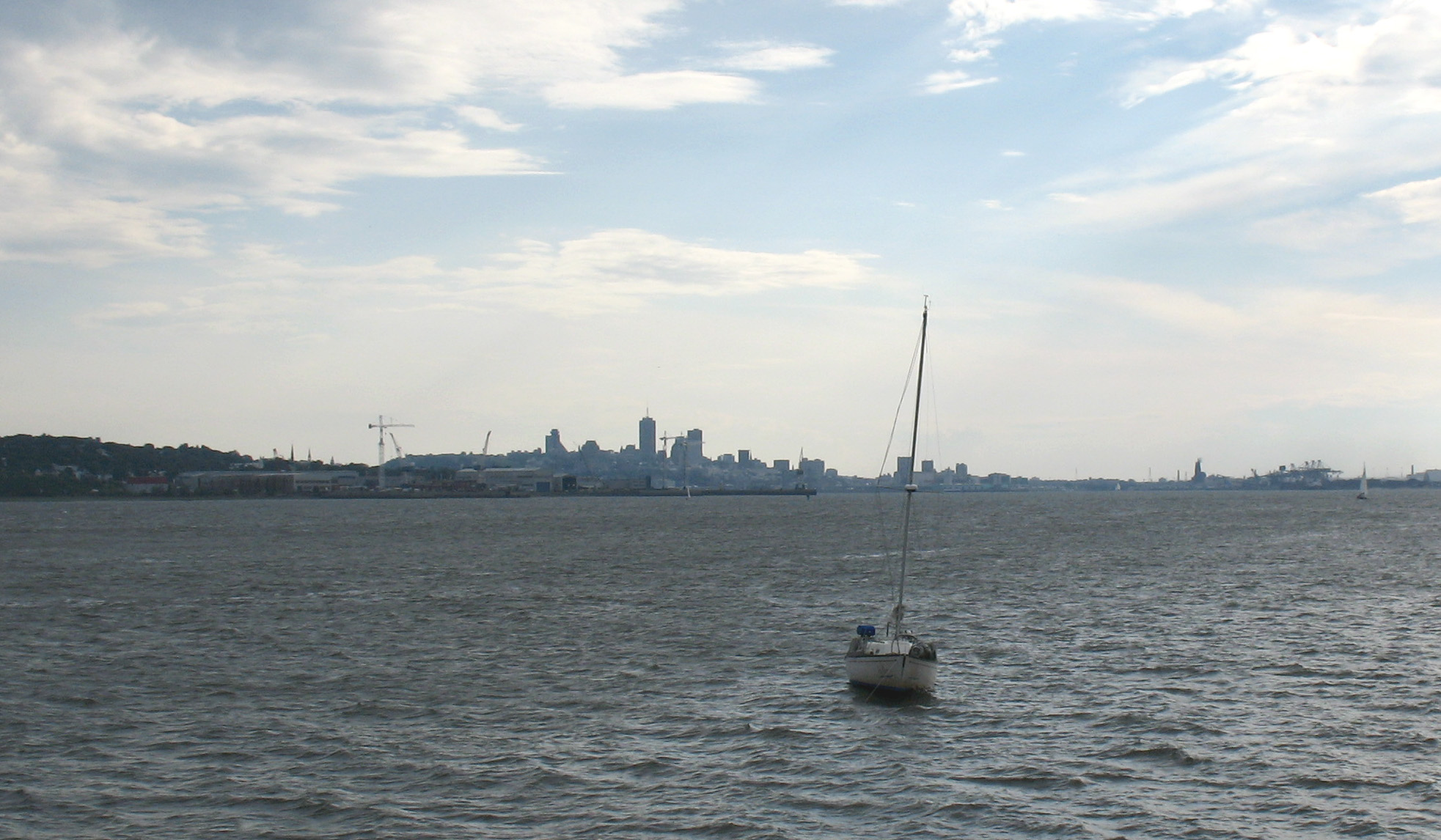
Québec vu de Sainte-Pétronille.

Le village est situé sur un site panoramique de la pointe sud-ouest de l'île d'Orléans qui permet d'admirer les villes de Québec et de Lévis, sur la rive sud du Saint-Laurent, et sur la rive nord, les chutes Montmorency (80 mètres). De la pointe de l'île, le promeneur peut balayer du regard le Vieux-Québec fortifié juché sur le cap Diamant, le Vieux-Port et l'immensité du fleuve Saint-Laurent qui se rétrécit sous le cap Diamant. Des milliers de navires sillonnent chaque année son cours majestueux et en hiver les navires brise-glaces assurent une navigation continue. 

## Démographie
| 1996  | 2001  | 2006  | 2011  | 2016  | 2021  |
| ----- | ----- | ----- | ----- | ----- | ----- |
| 1 090 | 1 038 | 1 060 | 1 041 | 1 033 | 1 055 |

## Administration
Les élections municipales se font en bloc pour le maire et les six conseillers.
| Sainte-Pétronille Maires depuis 2001                                                                                 |               |         |          |
| Élection | Maire         | Qualité | Résultat |
| 2001 | Jacques Grisé |         | Voir     |
| 2005 | Jacques Grisé | Voir    |          |
| 2009 | Harold Noël   |         | Voir     |
| 2013 | Harold Noël   | Voir    |          |
| 2017 | Harold Noël   | Voir    |          |
| 2021 | Jean Côté     |         | Voir     |
| Élection partielle en italique Depuis 2005, les élections sont simultanées dans toutes les municipalités québécoises |               |         |          |

Ci-haut, les résultats électoraux des maires de Sainte-Pétronille depuis l'élection municipale québécoise de 2001. Jacques Grisé fut maire du village à compter de 1993. L'ayant précédé, Bernard Dagenais (1979-1993), Alain Turgeon (1976-1979), Roger Létourneau (1967-1976), Arsène Chatigny (1964-1967), Paul-Émile Blais (1959-1964), Léonidas Noël, grand-père paternel de Harold Noël, maire de 2009 à 2021 (1947-1959), ainsi que Joseph-Prudent Blais (1917-1947). À noter que le village de Sainte-Pétronille s'appelait, de sa séparation de la paroisse de Saint-Pierre-de-l'Île-d'Orléans en 1874 jusqu'en 1980, Beaulieu, en référence à sa beauté et à son prestige.

## Église Sainte-Pétronille
Situé sur un promontoire, l'église Sainte-Pétronille est construite en 1871 selon les plans de l'architecte Joseph-Ferdinand Peachy et de David Ouellet pour le clocher, terminé en 1873. L'intérieur, dépouillé par rapport aux autres églises de l'île d'Orléans, est réalisé en 1888 par David Ouellet. L'autel est remanié en 1970 par Herménégilde Émond et la cuve baptismale est sculptée par Conrad Lapointe en 1996. La statue du maître-autel représente sainte Pétronille avec un balai, attribut de la sainte qu'on croit avoir été la servante de saint Pierre.
Sainte-Pétronille possède également une chapelle, St Mary's Chapel, construite par Edward Staveley. Elle est destinée à la communauté anglicane de l'île. Réalisée en bois, la chapelle est éclairée par des vitraux de Wallace J. Fischer installés en 1904.

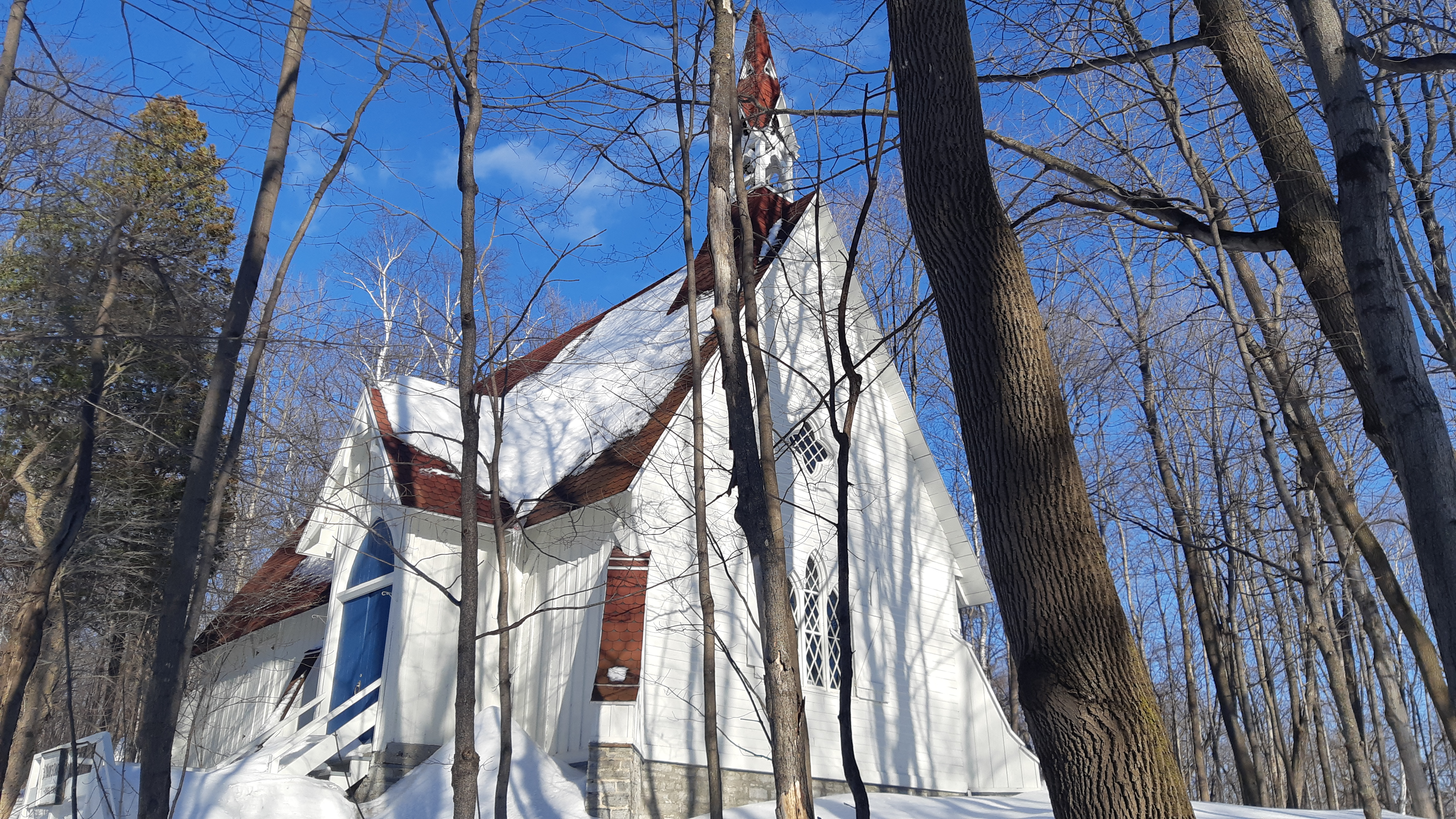
Chapelle Saint Mary's vue de côté.
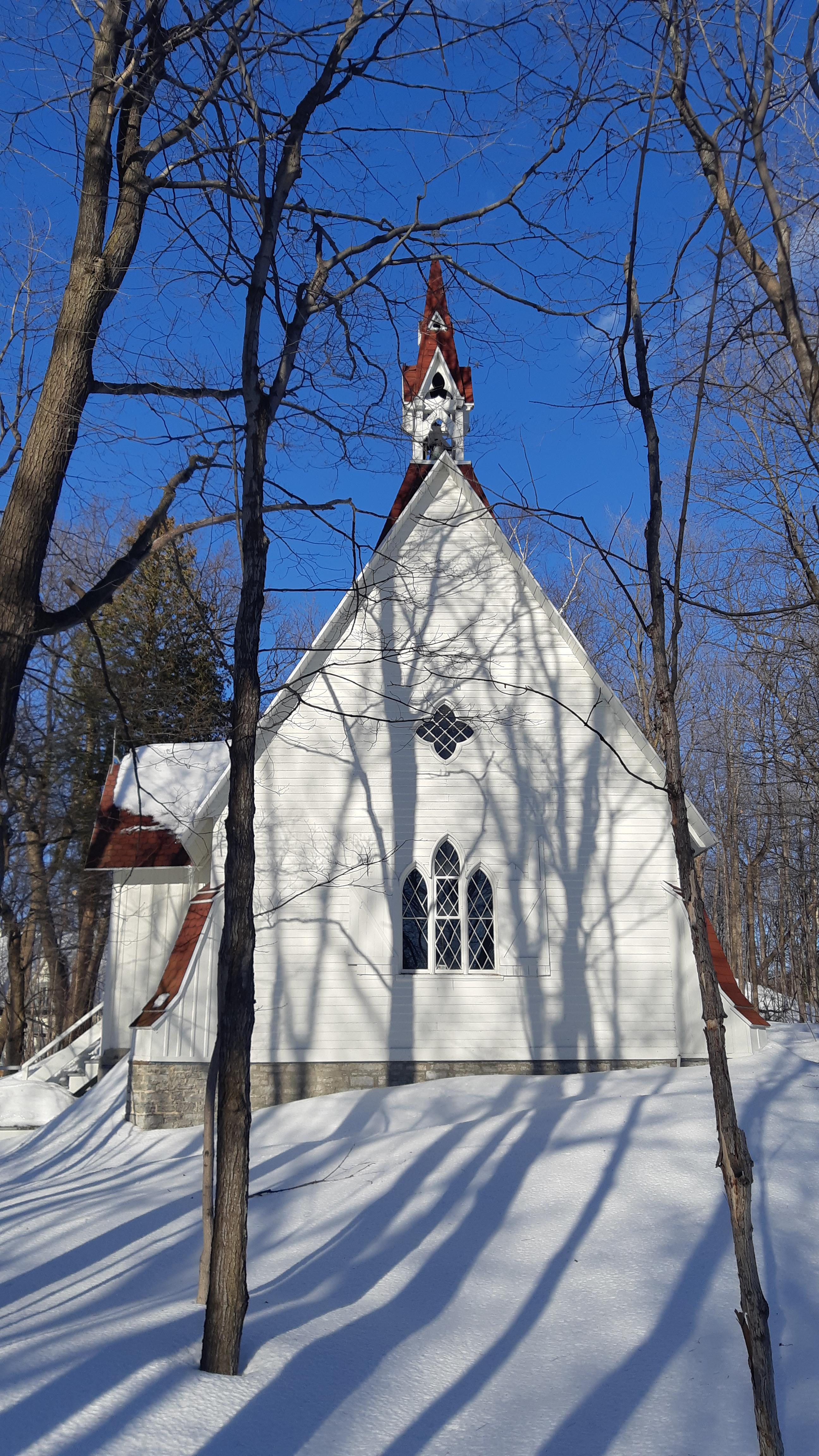
Chapelle Saint Mary's vue de face.
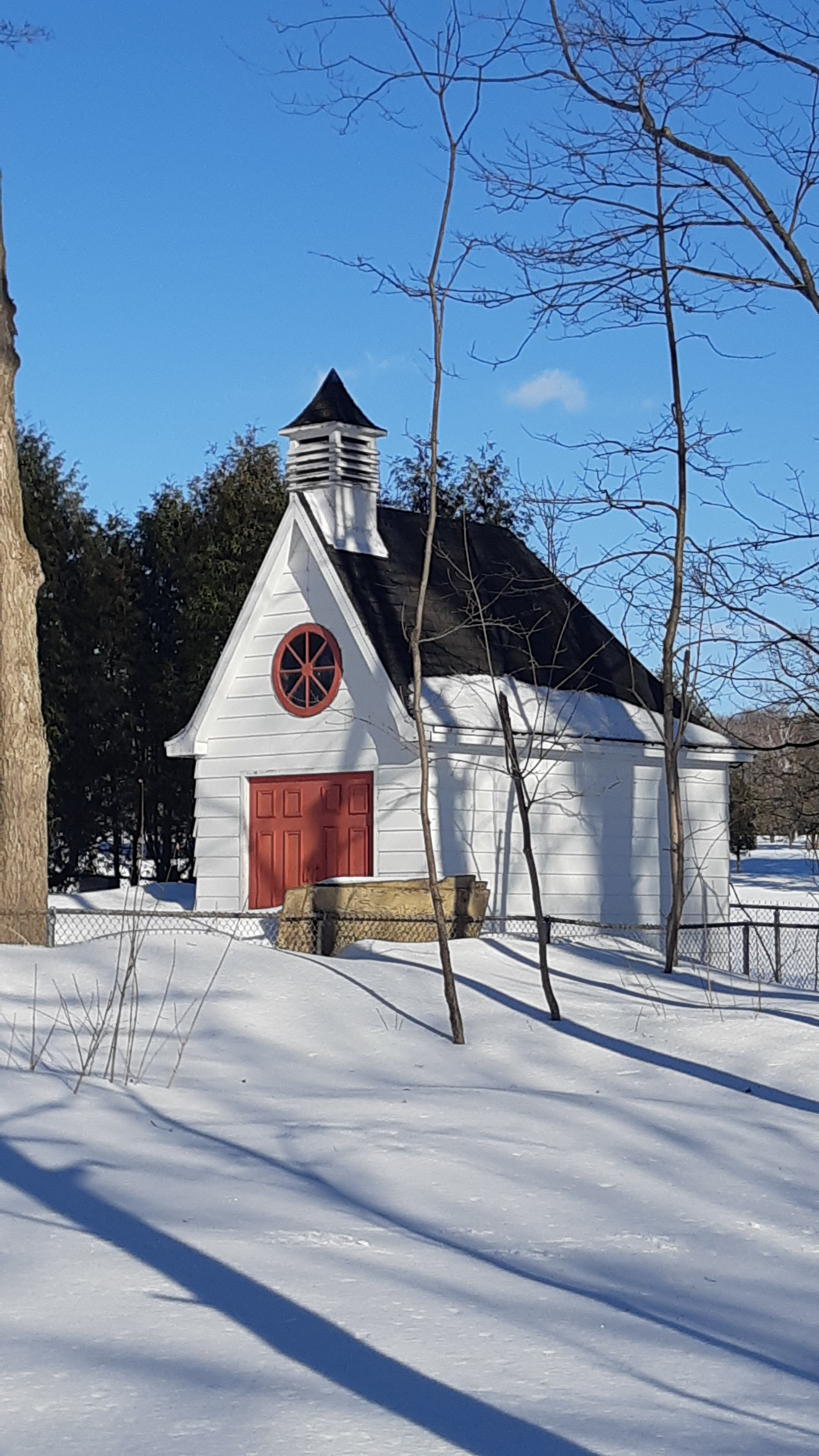
Chapelle funéraire de Sainte-Pétronille.